# یوریس هارتمانیس
یوریس هارتمانیس (به انگلیسی: Juris Hartmanis) (زاده ۵ ژوئیه ۱۹۲۸ – درگذشتهٔ ۲۹ ژوئیهٔ ۲۰۲۲) دانشمند برجسته علوم یارانه و نظریه‌پرداز محاسباتی است که به همراه ریچارد ای. استرنز جایزه انجمن ماشین‌های حسابگر تورینگ را در سال ۱۹۹۳ «به منظور قدردانی از مقاله مهم خود که پایه‌های زمینه نظریه پیچیدگی محاسباتی را ایجاد کرد، دریافت کردند.»

## زندگی و شغل
هارتمانیس در لتونی به دنیا آمد. او پسر مارتیش هارتمانیس بود، یک ژنرال در ارتش لتونی و برادر شاعر آسترید ایواسک. پس از اینکه اتحاد جماهیر شوروی لتونی را در سال ۱۹۴۰ اشغال کرد، مارتیش هارتمانیس توسط شوروی دستگیر شد و در زندان درگذشت. در پایان جنگ جهانی دوم، همسر و فرزندان مارتیش هارتمانیس، لتونی را به عنوان پناهنده ترک کردند، زیرا اگر اتحاد جماهیر شوروی مجدداً لتونی را تصرف کند، از امنیت آنها در خطر بود.
آنها ابتدا به آلمان نقل مکان کردند، جایی که یوریس هارتمانیس معادل مدرک کارشناسی ارشد فیزیک را از دانشگاه ماربورگ دریافت کرد. سپس به ایالات متحده نقل مکان کرد و در سال ۱۹۵۱ مدرک کارشناسی ارشد و دکترای خود را در رشته ریاضیات کاربردی در دانشگاه کانزاس سیتی (که اکنون به عنوان دانشگاه میسوری–کانزاس سیتی شناخته می‌شود) دریافت کرد. دانشگاه میسوری-کانزاس سیتی در ماه مه ۱۹۹۹ به او دکترای افتخاری ادبیات انسانی را اهدا کرد.
پس از تدریس در دانشگاه کرنل و دانشگاه ایالتی اوهایو، هارتمانیس در سال ۱۹۵۸ به آزمایشگاه تحقیقاتی جنرال الکتریک پیوست. زمانی که در جنرال الکتریک بود، بسیاری از اصول نظریه پیچیدگی محاسباتی را توسعه داد. در سال ۱۹۶۵ استاد دانشگاه کرنل شد. در کرنل، او یکی از بنیانگذاران و اولین رئیس بخش علوم رایانه آن (که یکی از اولین بخش‌های علوم رایانه در جهان بود) بود.
در سال ۱۹۸۹، هارتمانیس به دلیل مشارکت اساسی در نظریه پیچیدگی محاسباتی و تحقیق و آموزش در محاسبات به عنوان عضو آکادمی ملی مهندسی انتخاب شد. هارتمانیس عضو انجمن ماشین‌های محاسباتی و انجمن ریاضی آمریکا و همچنین عضو آکادمی ملی علوم است.

## مرگ
هارتمانیس در ۲۹ ژوئیه ۲۰۲۲ درگذشت. از او سه فرزند، رنه، مارتین و آدری به یادگار مانده‌است.

## انتشارات برگزیده
- Berman, L.; Hartmanis, J. (1977), "On isomorphisms and density of NP and other complete sets" (PDF), SIAM Journal on Computing, 6 (2): 305–322, doi:10.1137/0206023, MR 0455536.
- Hartmanis, J.; Stearns, R. E. (1965), "On the computational complexity of algorithms", Transactions of the American Mathematical Society, 117: 285–306, doi:10.2307/1994208, JSTOR 1994208, MR 0170805.